# Victor Kolb

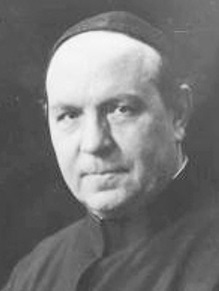
Victor Kolb

Josef Victor Egydius Kolb SJ (* 13. Februar 1856 in Breitenbach; † 2. November 1928 in Graz) war ein böhmischer Jesuitenpater, der zu den bekanntesten Volksmissionaren und -rednern von Österreich-Ungarn zählte. Er war einer der Gründer des Piusvereins.

## Leben

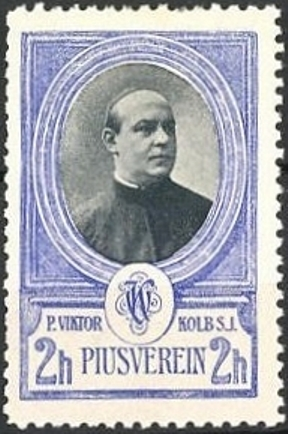
Spendenmarke des Piusvereins (2 Heller) mit Bild P. Kolb

Er wurde im Haus Nr. 9 in Breitenbach als Sohn von Josef und Rosa Kolb geboren. Sein Vater war geprüfter Tierarzt und Mitinhaber der ortsansässigen Porzellanfabrik, die sich in seinem Wohnhaus befand. Das Haus unweit der Dreckschänke wurde zuletzt als Fleischerei der Familie Groß genutzt. Der Schriftsteller Alexis Kolb war sein jüngerer Bruder.
Im Alter von drei Jahren stellte sich bei Viktor Kolb eine schwere Augenkrankheit ein, die vom Kreisarzt aus Eger fast 1½ Jahre erfolglos behandelt wurde. Letztendlich wurde Viktor Kolb für blind erklärt. Seine Eltern gelobten, ihr Kind im Kloster Maria Sorg bei Sankt Joachimsthal der Mutter Gottes zu weihen, wenn es durch deren Hilfe wieder das Augenlicht erlangen könnte. Noch am gleichen Tag kam Hilfe in Gestalt eines fremden Mannes, der eine Augensalbe bei sich hatte, mit der die Augen des Kindes eingerieben werden sollten. Nach drei Tagen würde das Kind nach Aussage des Fremden wieder sehen können, und so war es dann auch. Erst konnte Viktor Kolb wieder mit einem und nach drei weiteren Tagen mit beiden Augen sehen. Bis in das hohe Alter benötigte er keine Brille.
Nach dem Schulbesuch trat Viktor Kolb in den Jesuitenorden ein und wurde Pater. Als solcher war er u. a. als Hofprediger in Prag tätig. Seiner Heimatgemeinde Breitenbach hielt er die Treue. Als dort im Juli 1911 die Kirche Maria Heimsuchung im Beisein des Prager Weihbischofs Wenzl Frind geweiht wurde, hielt er die Festrede.
Bekannt wurde Viktor Kolb auch als Initiator des 1905 gegründeten Pius-Vereins.
Ein Bildnis von Victor Kolb hing an der Kanzeltür im Kreuzgang des inzwischen dem Erdboden gleichgemachten Klosters Mariasorg.

## Schriften (Auswahl)
- Aussprüche der Weltweisen des Altertums über Gott, Seele und Unsterblichkeit. Wien Mayer, 1920.